# Laurent Misery
Laurent Misery, né en 1963 à Saint-Étienne, est un médecin spécialiste français en dermatologie et vénérologie. Il enseigne à l'Université de Bretagne-Occidentale et dirige les recherches du Laboratoire de Neurosciences du CHU de Brest ; il popularise en France la psycho-dermatologie.

## Biographie
Laurent Misery, né le 23 juillet 1963 à Saint-Étienne, Loire, France, est Professeur des universités-praticien hospitalier lié à L’UBO, Chef du service de Dermatologie et de Vénérologie depuis 2001, et Directeur du Laboratoire de Neurosciences du CHU de Brest.
Président du Groupe Psychodermatologie de la Société française de dermatologie. Il a popularisé en France la psycho-dermatologie avec les premières consultations conjointes au CHU de Brest - collaboration entre un psychiatre ou un psychologue et un dermatologue.
En 2017, il reçoit le Prix Herman Musaph en psycho-dermatologie, la plus haute distinction internationale de cette spécialité.
En 2023, le professeur Misery et son laboratoire sont classés 3e selon le palmarès dermatologie du magazine Le Point pour sa spécialisation sur les dermatoses inflammatoires (psoriasis, eczéma…), le prurit et la neurodermatologie.

## Ouvrages
- Votre peau a des choses à vous dire, Larousse, 2019[7].
- Pruritus, Springer, 2016[8].
- Dermatologie, Elsevier Masson, 2011, rééd 2014.
- Variations sur la peau, tome 2,  L'harmattan, 2008.
- Variations sur la peau, tome 1, L'harmattan, 2007.
- La peau neuronale ou les nerfs à fleur de peau, Ellipses, 2000.

## Prix et distinctions
- 2023 : Prix académique « The cosmetic victories » décerné au laboratoire de dermatologie de l’UBO pour son travail sur des modèles de peau reconstruite[9].
- 2017 : Prix Herman Musaph, pour les travaux du professeur Misery sur les relations entre la peau et le psychisme.
- 2001 : Coloplast prize[1].
- 2000 : Noviderm prize.
- 1996 : L'Oréal prize.